# Autoserica opaca
Autoserica opaca är en skalbaggsart som beskrevs av Moser 1924. Autoserica opaca ingår i släktet Autoserica och familjen Melolonthidae. Inga underarter finns listade.